# Not Your Muse
Albums de Celeste
Lately
(2019)
Singles
1. Strange
Sortie : 4 septembre 2019
2. Stop This Flame
Sortie : 9 janvier 2020
3. A Little Love
Sortie : 13 novembre 2020
4. Love Is Back
Sortie : 31 décembre 2020

Not Your Muse est le premier album studio de la chanteuse et compositrice anglaise Celeste, sorti le 29 janvier 2021 sous les labels Both Sides et Polydor. 
Initialement prévu sous le titre Celeste pour la fin de 2020, la sortie de l'album a été reportée à plusieurs reprises au milieu de la pandémie de Covid-19. L'album comprend les singles Strange, Stop This Flame, A Little Love et Love Is Back, en dehors de la version vinyle plus courte qui ne comprend que Love Is Back. Not Your Muse a été principalement écrit par Celeste aux côtés de Jamie Hartman. Avec l'album, Celeste est devenue la première artiste féminine britannique en cinq ans à avoir un premier album directement à la première place du UK Albums Chart.

## Contexte et enregistrement
La plupart des chansons de Not Your Muse ont été écrites par Celeste et Jamie Hartman (en), ce dernier a également réalisé principalement le disque. Celeste a révélé au magazine DIY que les chansons de Not Your Muse ont été écrites et enregistrées sans l'intention d'obtenir un succès commercial mais plutôt avec la création de « ce [qu'elle] voulait que ce soit ».

## Liste des pistes
| Not Your Muse – édition standard internationale | Not Your Muse – édition standard internationale | Not Your Muse – édition standard internationale                            | Not Your Muse – édition standard internationale | Not Your Muse – édition standard internationale | Not Your Muse – édition standard internationale | Not Your Muse – édition standard internationale | Not Your Muse – édition standard internationale | Not Your Muse – édition standard internationale | Not Your Muse – édition standard internationale |
| No                                              | Titre                                           | Auteur                                                                     | Producteur(s)                                   | Durée                                           |                                                 |                                                 |                                                 |                                                 |                                                 |
| ----------------------------------------------- | ----------------------------------------------- | -------------------------------------------------------------------------- | ----------------------------------------------- | ----------------------------------------------- | ----------------------------------------------- | ----------------------------------------------- | ----------------------------------------------- | ----------------------------------------------- | ----------------------------------------------- |
| 1.                                              | Ideal Woman                                     | - Celeste Epiphany Waite - Joshua Crocker                                  | - Charlie Hugall - Crocker                      | 3:43                                            |                                                 |                                                 |                                                 |                                                 |                                                 |
| 2.                                              | Strange (Edit)                                  | - Waite - Stephen Wrabel - Jamie Hartman                                   | J. Hartman                                      | 3:20                                            |                                                 |                                                 |                                                 |                                                 |                                                 |
| 3.                                              | Tonight Tonight                                 | - Waite - Sean Douglas - J. Hartman                                        | - Hugall - Kid Harpoon - Crocker                | 3:39                                            |                                                 |                                                 |                                                 |                                                 |                                                 |
| 4.                                              | Stop This Flame                                 | - Waite - J. Hartman                                                       | - J. Hartman - John Hill                        | 3:18                                            |                                                 |                                                 |                                                 |                                                 |                                                 |
| 5.                                              | Tell Me Something I Don’t Know                  | - Waite - J. Hartman - Jamien Nagadhana                                    | Hugall                                          | 3:56                                            |                                                 |                                                 |                                                 |                                                 |                                                 |
| 6.                                              | Not Your Muse                                   | - Waite - Simon Aldred                                                     | Hugall                                          | 4:27                                            |                                                 |                                                 |                                                 |                                                 |                                                 |
| 7.                                              | Beloved                                         | - Waite - J. Hartman                                                       | Josh Crocker                                    | 3:57                                            |                                                 |                                                 |                                                 |                                                 |                                                 |
| 8.                                              | Love Is Back                                    | - Waite - J. Hartman - Ettie Hartman                                       | - Crocker - Hugall                              | 4:16                                            |                                                 |                                                 |                                                 |                                                 |                                                 |
| 9.                                              | A Kiss                                          | - Waite - J. Hartman - Mattias Larsson - Robin Fredriksson - Mark Mollison | - Crocker - Hugall                              | 3:58                                            |                                                 |                                                 |                                                 |                                                 |                                                 |
| 10.                                             | The Promise                                     | - Waite - Holly Millman - Mollison                                         | - Crocker - Hugall                              | 3:45                                            |                                                 |                                                 |                                                 |                                                 |                                                 |
| 11.                                             | A Little Love                                   | - Waite - J. Hartman                                                       | - J. Hartman - Crocker                          | 2:58                                            |                                                 |                                                 |                                                 |                                                 |                                                 |
| 12.                                             | Some Goodbyes Come with Hellos                  | - Waite - J. Hartman - Gregory Hein - Samuel Romans                        | Hartman                                         | 3:25                                            |                                                 |                                                 |                                                 |                                                 |                                                 |
| 44:40                                           |                                                 |                                                                            |                                                 |                                                 |                                                 |                                                 |                                                 |                                                 |                                                 |

| Not Your Muse – pistes bonus de l'édition deluxe internationale et édition standard japonaise, | Not Your Muse – pistes bonus de l'édition deluxe internationale et édition standard japonaise, | Not Your Muse – pistes bonus de l'édition deluxe internationale et édition standard japonaise, | Not Your Muse – pistes bonus de l'édition deluxe internationale et édition standard japonaise, | Not Your Muse – pistes bonus de l'édition deluxe internationale et édition standard japonaise, | Not Your Muse – pistes bonus de l'édition deluxe internationale et édition standard japonaise, | Not Your Muse – pistes bonus de l'édition deluxe internationale et édition standard japonaise, | Not Your Muse – pistes bonus de l'édition deluxe internationale et édition standard japonaise, | Not Your Muse – pistes bonus de l'édition deluxe internationale et édition standard japonaise, | Not Your Muse – pistes bonus de l'édition deluxe internationale et édition standard japonaise, |
| No                                                                                             | Titre                                                                                          | Auteur                                                                                         | Producteur(s)                                                                                  | Durée                                                                                          |                                                                                                |                                                                                                |                                                                                                |                                                                                                |                                                                                                |
| ---------------------------------------------------------------------------------------------- | ---------------------------------------------------------------------------------------------- | ---------------------------------------------------------------------------------------------- | ---------------------------------------------------------------------------------------------- | ---------------------------------------------------------------------------------------------- | ---------------------------------------------------------------------------------------------- | ---------------------------------------------------------------------------------------------- | ---------------------------------------------------------------------------------------------- | ---------------------------------------------------------------------------------------------- | ---------------------------------------------------------------------------------------------- |
| 13.                                                                                            | Father's Son                                                                                   | - Waite - Thomas Havelock                                                                      | Havelock                                                                                       | 3:15                                                                                           |                                                                                                |                                                                                                |                                                                                                |                                                                                                |                                                                                                |
| 14.                                                                                            | Lately (with Gotts Street Park)                                                                | - Waite - Gotts Street Park                                                                    | Crocker                                                                                        | 4:11                                                                                           |                                                                                                |                                                                                                |                                                                                                |                                                                                                |                                                                                                |
| 15.                                                                                            | Both Sides of the Moon (with Gotts Street Park)                                                | - Waite - Gotts Street Park                                                                    | Crocker                                                                                        | 4:13                                                                                           |                                                                                                |                                                                                                |                                                                                                |                                                                                                |                                                                                                |
| 16.                                                                                            | Strange                                                                                        | - Waite - Wrabel - J. Hartman                                                                  | Hartman                                                                                        | 4:15                                                                                           |                                                                                                |                                                                                                |                                                                                                |                                                                                                |                                                                                                |
| 17.                                                                                            | Unseen (with Lauren Auder)                                                                     | - Waite - Eli Teplin - Christopher Stracey - Tobias Jesso Jr. - Sylvian Gerboud                | - Stracey - Dviance - Teplin                                                                   | 3:49                                                                                           |                                                                                                |                                                                                                |                                                                                                |                                                                                                |                                                                                                |
| 18.                                                                                            | In the Summer of My Life                                                                       | - Waite - Terrace Martin                                                                       | Martin                                                                                         | 4:07                                                                                           |                                                                                                |                                                                                                |                                                                                                |                                                                                                |                                                                                                |
| 19.                                                                                            | It's All Right (Jon Batiste featuring Celeste)                                                 | Curtis Mayfield                                                                                | Tom MacDougall                                                                                 | 2:49                                                                                           |                                                                                                |                                                                                                |                                                                                                |                                                                                                |                                                                                                |
| 20.                                                                                            | Hear My Voice                                                                                  | - Waite - Daniel Pemberton                                                                     | Pemberton                                                                                      | 3:02                                                                                           |                                                                                                |                                                                                                |                                                                                                |                                                                                                |                                                                                                |
| 21.                                                                                            | I'm Here                                                                                       | - Waite - Justin Parker                                                                        | Parker                                                                                         | 3:25                                                                                           |                                                                                                |                                                                                                |                                                                                                |                                                                                                |                                                                                                |
| 77:46                                                                                          |                                                                                                |                                                                                                |                                                                                                |                                                                                                |                                                                                                |                                                                                                |                                                                                                |                                                                                                |                                                                                                |

| 22. | La vie en rose | Crocker | 2:12 |

| 1. | Ideal Woman                    | 3:42 |
| 2. | Tell Me Something I Don't Know | 3:56 |
| 3. | Not Your Muse                  | 4:27 |
| 4. | Beloved                        | 3:57 |

| 1. | The Promise                    | 3:45 |
| 2. | Love Is Back                   | 4:16 |
| 3. | A Kiss                         | 3:58 |
| 4. | Some Goodbyes Come with Hellos | 3:25 |

## Classements hebdomadaires
| Classement (2021)             | Meilleure position |
| ----------------------------- | ------------------ |
| Allemagne (Media Control AG)  | 6                  |
| Autriche (Ö3 Austria Top 40)  | 4                  |
| Belgique (Flandre Ultratop)   | 1                  |
| Belgique (Wallonie Ultratop)  | 48                 |
| Écosse (OCC)                  | 1                  |
| France (SNEP)                 | 95                 |
| Irlande (Irish Albums Chart)  | 24                 |
| Pays-Bas (Mega Album Top 100) | 6                  |
| Royaume-Uni (UK Albums Chart) | 1                  |
| Suisse (Schweizer Hitparade)  | 6                  |